# Mystic Seaport

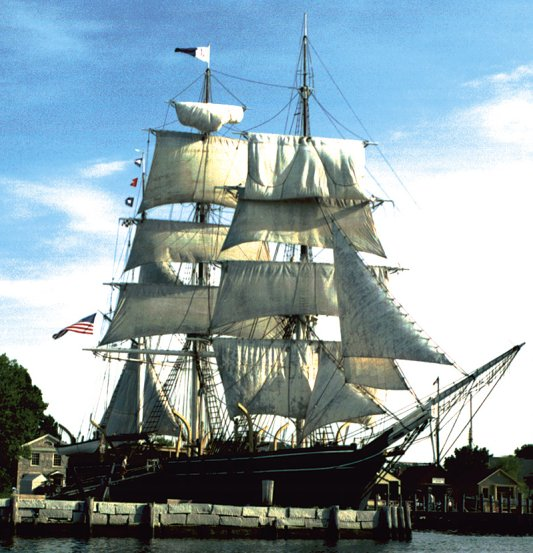
Statek wielorybniczy Charles W. Morgan

Mystic Seaport – amerykańskie muzeum żeglugi, położone nad rzeką Mystic, w mieście o tej samej nazwie w stanie Connecticut. Celem muzeum jest zbieranie, konserwowanie i udostępnianie zwiedzającym nautycznych pamiątek i starych żaglowców.
Muzeum zostało założone w 1929 roku jako Marine Historical Association Położone jest w porcie rzecznym nad rzeką Mystic. Składa się z kilkunastu pawilonów, wśród których można zwiedzić całkowicie wyposażony warsztat powroźniczy i szałas łowców homarów. Pawilony poświęcone jednej z dziedzin życia i pracy na morzu, instrumentom nawigacyjnym, kowalstwu okrętowemu, sztuce połowu łososi. Jest również ekspozycja poświęcona wielorybnictwu z eksponowaną łodzią służącą do połowu tych waleni. Muzeum posiada w swoich zbiorach również jednostki pływające, między innymi ostatni zachowany drewniany statek wielorybniczy, który przybył do muzeum w 1941 roku, trójmasztowiec "Charles W. Morgan" z 1841 roku, szkolny żaglowiec "Joseph Conrad" z 1882 roku, szkuner rybacki "L.A. Dunton" z 1921 roku. Ciekawym eksponatem jest dwumasztowy szkuner handlowy "Australia" z 1862 roku. Żaglowiec prezentowany jest bez pełnego poszycia, dzięki czemu można zobaczyć szczegóły jego budowy. Zwodowany w 1908 roku bocznokołowec "Sabino" ciągle jest używany i wozi odwiedzających muzeum po porcie i rzece. Poza eksponatami związanymi z żaglowcami, na terenie muzeum można również zobaczyć eksponowane silniki parowe służące do napędu statków. Na terenie Mystic Seaport znajduje się działająca marina i w pełni sprawny warsztat szkutniczy, który również jest elementem ekspozycji.